# Hyacinthella nervosa
Hyacinthella nervosa là một loài thực vật có hoa trong họ Măng tây. Loài này được (Bertol.) Chouard mô tả khoa học đầu tiên năm 1931.

## Hình ảnh

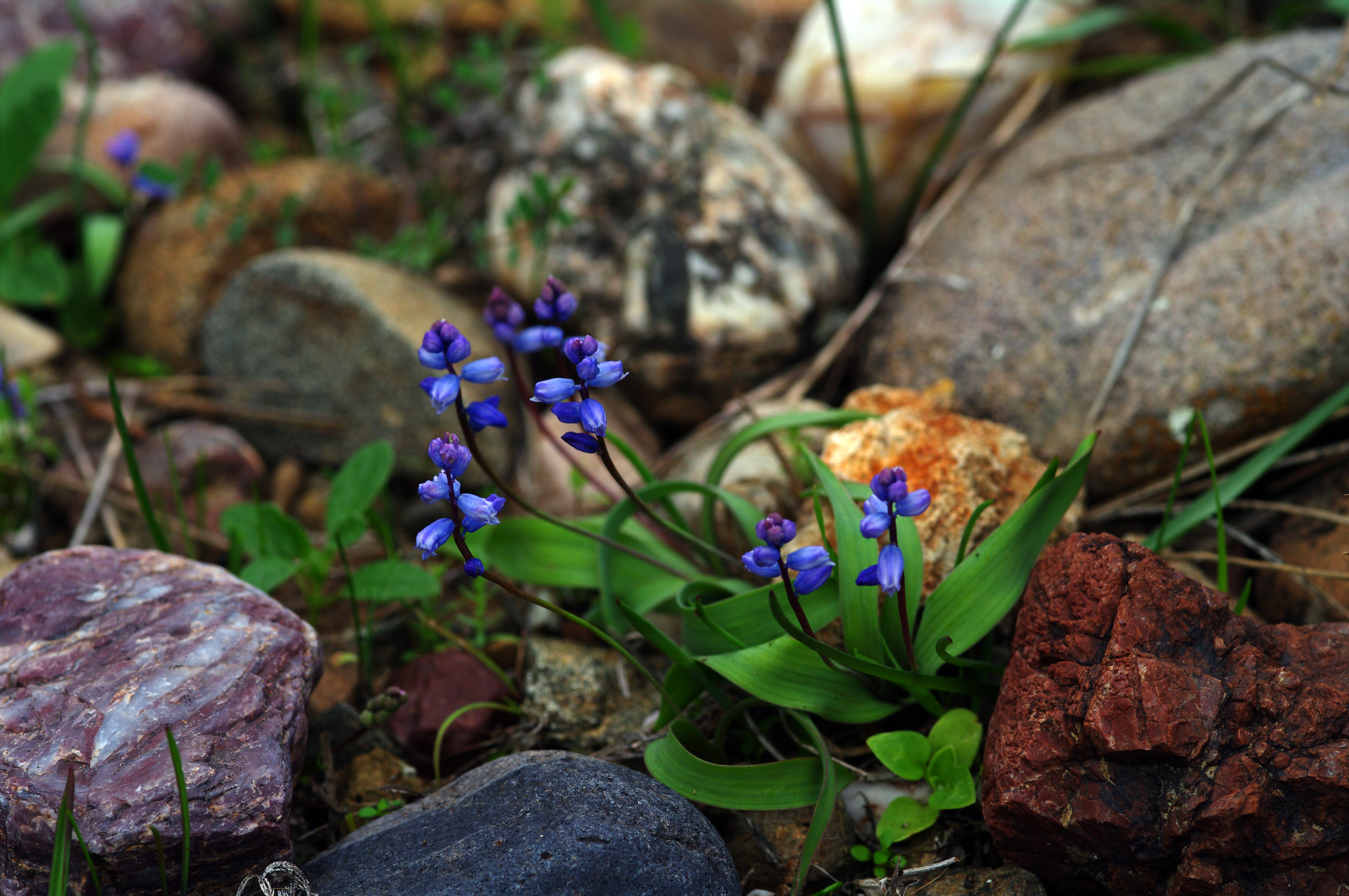